# Ischnothyreus shillongensis
Ischnothyreus shillongensis är en spindelart som beskrevs av Benoy Krishna Tikader 1968. Ischnothyreus shillongensis ingår i släktet Ischnothyreus och familjen dansspindlar. Inga underarter finns listade i Catalogue of Life.